# 帕德罗内卢
帕德罗内卢是葡萄牙波尔图区的一个堂区。总面积1.51平方公里，总人口904人，人口密度598.7人/平方公里。